# NOW Summer 2003
NOW Summer 2003 er et dansk opsamlingsalbum udgivet 29. juni 2003 af NOW Music. Albummet er en dobbelt-cd bestående af sommerhits.

## Spor

### Cd 1
1. Lou Bega: "Mambo No. 5 (A Little Bit Of...)"
2. Las Ketchup: "The Ketchup Song (Aserejé)"
3. Gipsy Kings: "Volare"
4. The Mavericks: "Dance The Night Away"
5. Zididada: "Walking On Water"
6. Anastacia: "One Day In Your Life"
7. Ricky Martin: "She Bangs"
8. Jennifer Lopez: "Ain't It Funny"
9. Tiziano Ferro: "Perdono"
10. In-Grid: "Tu Es Foutu"
11. Roy Orbison: "California Blue"
12. Nelly Furtado: "I'm Like A Bird"
13. Bellini[flertydigt link ønskes præciseret]: "Samba De Janeiro"
14. Safri Duo feat. Michael McDonald: "Sweet Freedom"
15. Emma Bunton: "What Took You So Long"
16. Outlandish: "Guantanamo"

### Cd 2
1. ABBA: "Summer Night City"
2. Dario G: "Carnaval de Paris"
3. Nik & Jay: "Hot!"
4. Elvis vs. JXL: "A Little Less Conversation"
5. Ace Of Base: "Beautiful Morning"
6. Basement Jaxx: "Bingo Bango"
7. Holly Valance: "Kiss Kiss"
8. Laid Back: "Sunshine Reggae 2000"
9. Atomic Kitten: "It's Ok!"
10. DJ Sammy: "Boys Of Summer"
11. Sertab: "Everyway That I Can"
12. Alizée: "Moi... Lolita"
13. Panjabi MC: "Mundian To Bach Ke"
14. Los del Rio: "Macarena"
15. The Beach Boys: "California Girls
16. B-52's: "Love Shack